# Lea (film, 2015)
Pour les articles homonymes, voir Lea.
Pour plus de détails, voir Fiche technique et Distribution.
Lea est un film dramatique du cinéma italien réalisé par Marco Tullio Giordana sorti en 2015. Le film a été diffusé pour la première fois sur Rai 1 le 18 novembre 2015.
Le film s'inspire de la vraie histoire de Lea Garofalo, une femme s'étant opposée à la mafia ('Ndrangheta), qui l'a tuée et fait disparaître son corps. Sa fille Denise, mineure à l'époque des faits, qui témoigna contre son père, donneur d'ordre de l'homicide, vit désormais sous escorte permanente. Le scénario se fonde sur les éléments d'enquête et sur les sentences des procès qui ont condamné à la prison à vie le mari de Lea, Carlo Cosco et ses complices.

## Synopsis
Lea Garofalo a grandi dans une famille de criminels et le père de sa fille Denise, Carlo Cosco, en est aussi un. Lea veut une vie différente pour sa fille, sans violence, ni peur, ni mensonge, et en 2002, elle décide de collaborer avec la justice. La protection qui lui est accordée ainsi qu'à sa fille leur est ensuite supprimée pour de sombres raisons bureaucratiques. Restée sans le sou, elle demande l'aide de son mari pour subvenir aux besoins de leur fille. Lea Garofalo finit par être enlevée, torturée et tuée, mais Denise, bien que mineure, ne se plie pas aux injonctions des mafieux et permet de démasquer et de juger tous les responsables de l'homicide de sa mère en se portant partie civile contre son père.

## Fiche technique
- Titre original : Lea
- Réalisation : Marco Tullio Giordana
- Scénario : Marco Tullio Giordana - Monica Zappelli
- Directeur de la photographie : Roberto Forza
- Mise en scène : Giancarlo Basili
- Montage : Francesca Calvelli
- Musique : Franco Piersanti
- Producteur : Regione Lazio (Fondo Regionale per il Cinema e l’Audiovisivo) et Apulia Film Commission
- Maison de production : Rai Fiction et Bibi Film
- Genre : drame
- Pays :  Italie
- Durée : 
  -  Italie : 95 minutes (1 h 35)
- Dates de sortie :
  -  Italie : 18 novembre 2015 sur Rai 1[3]
  -  France : prévue pour le 13 juillet 2016[réf. nécessaire]

## Distribution
- Vanessa Scalera : Lea
- Linda Caridi : Denise
- Alessio Praticò : Carlo
- Mauro Conte : Floriano
- Antonio Pennarella : Massimo
- Diego Ribon : Don Luigi
- Matilde Piana : Santina
- Bruno Torrisi : avocat de Carlo
- Roberta Caronia : avocate de Denise
- Annalisa Insardà : Renata
- Stefano Scandaletti : maréchal des carabiniers
- Andrea Lucente : Carmine
- Paco Reconti : Antonio
- Francesco Reda : Giuseppe
- Rebecca Capurso : Denise à 5 ans
- Denise Sapia : Denise à 8 ans
- Giulia Lazzarini
- Pino Torcasio
- Tony Campanozzi : médecin à San Vittore